# Carnaval de Albacete
Carnaval de Albacete, también conocido como Carnavales de Albacete, es una de las fiestas más populares de la ciudad española de Albacete. Tiene lugar inmediatamente antes de la Cuaresma cristiana, con fecha variable (entre febrero y marzo según el año). Los principales eventos que en él se celebran son el Día de la Mona, el Desfile de Carnaval y el Entierro de la Sardina.

## Historia
El primer testimonio escrito sobre la celebración del carnaval en Albacete tiene lugar el 24 de febrero de 1816 cuando en un edicto el corregidor de la villa impuso restricciones al uso de máscaras y pretendió regular unas costumbres tan arraigadas como poco cívicas con multas de hasta diez ducados y quince días de cárcel.
La celebración del entierro de la sardina albaceteño está documentada desde la segunda mitad del siglo XIX. En 1862 tuvo lugar un cortejo fúnebre con una gran cabalgata.
En 1900 se encargaron 5000 serpentinas y 2000 
kilos de confeti para el carnaval, que, como en los últimos años del siglo XIX, tenía lugar en la calle Mayor como eje central. La recuperación artística del viejo carnaval se produjo en 1924.

## Eventos

### Cartel del Carnaval
El Ayuntamiento de Albacete organiza un concurso para elegir el Cartel que representará a los Carnavales de Albacete de cada edición. El Cartel ganador recibe un premio de 1.000 €.

### Día de la Mona

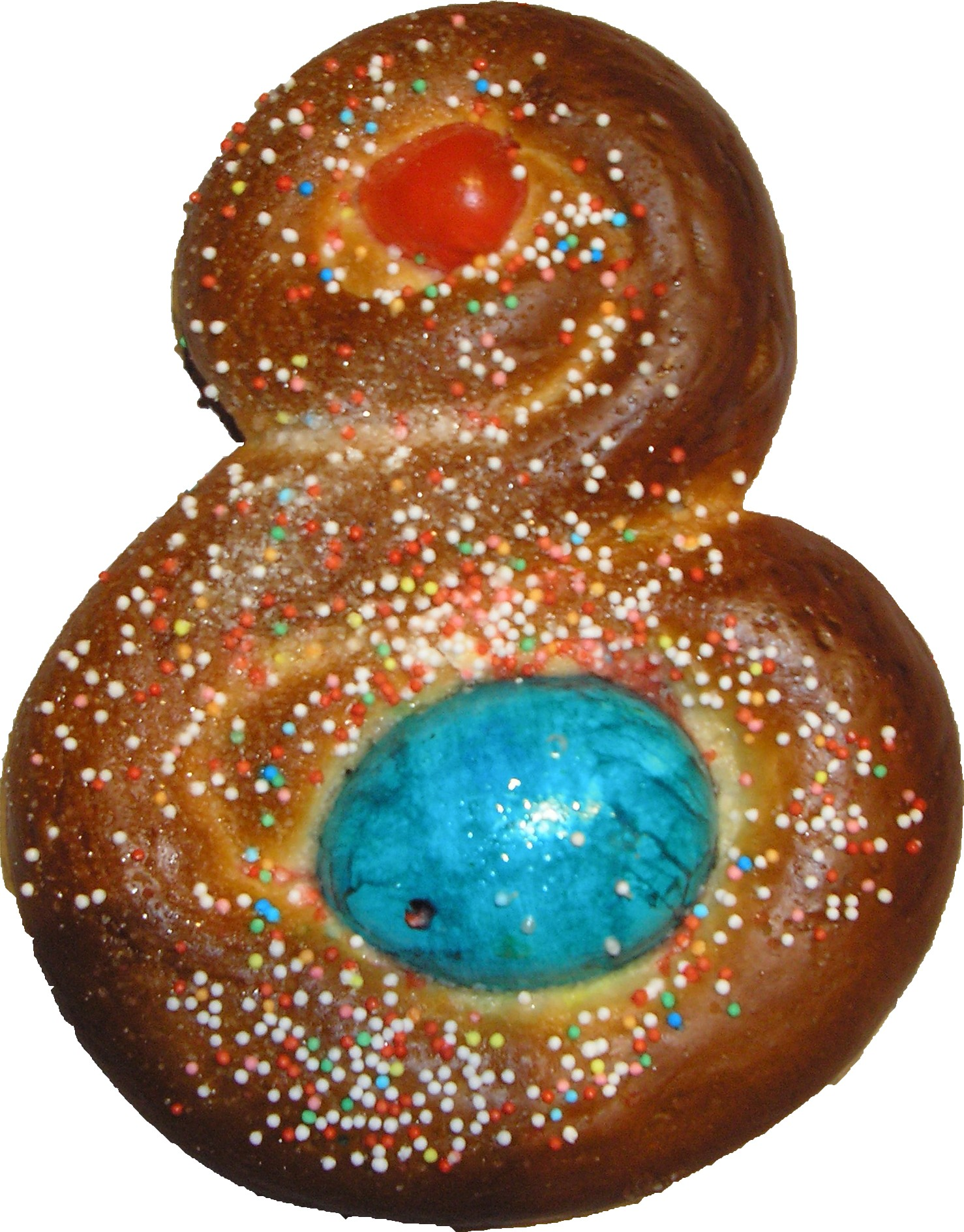
La mona de Pascua ha dado la denominación de Día de la Mona al Jueves Lardero en Albacete.

El jueves anterior al miércoles de ceniza se celebra el Jueves Lardero, en Albacete conocido como Día de la Mona, en el que tradicionalmente las familias van a comer la mona al parque de la Fiesta del Árbol o al parque periurbano de La Pulgosa, donde además se celebran actividades infantiles y un macrobotellón multitudinario.
La típica mona albaceteña es pequeña y redonda con un huevo duro en el medio. En los últimos años están adquiriendo popularidad otros tipos de mona como los hornazos.
Entre las múltiples actividades que se celebran en este día en la capital se encuentran las vaquillas populares en la plaza de toros de Albacete o las actuaciones musicales en la Caseta de los Jardinillos, que congregan a miles de personas.

### Pregón del Carnaval
El Pregón del Carnaval tiene lugar en el Auditorio de Albacete. El Ayuntamiento de Albacete escoge a una ilustre personalidad para pronunciar el Pregón, acto con el que se inicia la celebración de la fiesta.

### Muestra de Chirigotas

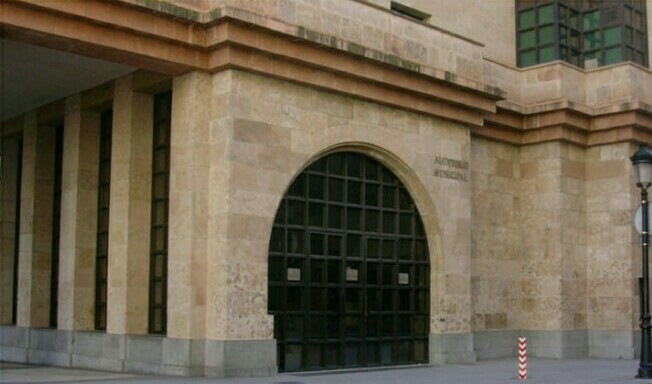
El Pregón y la Muestra de Chirigotas del Carnaval de Albacete se desarrollan en el Auditorio de Albacete.

En la Muestra de Chirigotas del Carnaval de Albacete pueden participar aquellos grupos con un mínimo de 10 componentes. El evento se lleva a cabo en el Auditorio de Albacete. La chirigota ganadora será representada en la Lectura de la Sentencia durante el Entierro de la Sardina.

### Desfile de Carnaval
El fin de semana anterior al miércoles de ceniza (inicio de la Cuaresma) se celebra el Carnaval, con las cabalgatas de disfraces que desfilan por las calles de la capital.

### Entierro de la Sardina
Finalmente, el miércoles de ceniza se celebra el Entierro de la Sardina, en el que una falla con forma de sardina (Doña Sardina) es trasladada con cortejo fúnebre desde la Plaza de Gabriel Lodares hasta la Plaza del Altozano, donde es juzgada, condenada y quemada.

## Calendario de actos
Los principales actos que se celebran en el Carnaval de Albacete y sus días de celebración son los siguientes:
- Jueves Lardero: Día de la Mona[13]
- Viernes: Pregón del Carnaval y Muestra de Chirigotas
- Sábado: Desfile de Carnaval
- Domingo: Carnaval Infantil
- Miércoles de Ceniza: Entierro de la Sardina